# Небіж чаклуна
«Небіж чаклуна», у першому українському перекладі «Небіж чорнокнижника» (англ. The Magician's Nephew) — фентезійний роман (повість) для дітей К. С. Льюїса, вперше вийшов у видавництві The Bodley Head 1955 року. Є першою книжкою в гептології «Хроніки Нарнії», і описує виникнення нарнійського світу. За порядком написання і публікування «Небіж чаклуна» є шостою повістю серії, він був написаний після «Кінь та його хлопчик» і передує «Останній битві». Як і інші книжки гептології, його ілюструвала Пауліна Бейнс, її ілюстрації відтворювалися і в пізніших виданнях. Для видавництва The Bodley Head це була перша публікація казок К. Льюїса, попередні книжки серії були випущені видавництвом Geoffrey Bles.
Описані в повісті події відбуваються за 1000 років (за нарнійським часом) до подій першої опублікованої повісті «Лев, Біла Відьма та шафа».
Автор почав «Небожа чаклуна» незабаром після завершення роботи над «Левом, Білою Відьмою і шафою». Цьому його спонукало питання про ліхтарний стовп посеред лісу, але йому потребувалося понад 5 років, перш ніж він зміг завершити його. Розповідь включає кілька автобіографічних моментів і зачіпає низку тем, пов'язаних із загальною мораллю і християнськими імплікаціями, включаючи спокуту, первородний гріх, спокусу і природний порядок.

## Сюжет
Історія починається в Лондоні влітку 1900 року. Двоє дітей, Дігорі Керк і Поллі Пламмер, зустрічаються в прилеглих палісадниках таунхаусів. Вони вирішують дослідити один з будинків, пробравшись туди сполучним горищем. Проте, вони помиляються дверима і потрапляють в одну з кімнат будинку Дігорі, де влаштував свій кабінет його дядько Ендр'ю Кеттерлі. Він пропонує Поллі якийсь жовтий перстень у подарунок, і дівчинка, торкнувшись магічного предмета рукою, зникає. Дядько пояснює Дігорі, що він давно займається магією, і що персні уможливлюють подорожувати між нашим світом й іншими. Сказавши небожу, що він тепер повинен вирушити услід за Поллі до паралельного світу і повернутися з нею назад за допомогою зелених перснів, бо «йому було б дуже шкода, що хтось з нашої родини може кинути леді в біді». Дігорі вимушений виконати вимогу дядька.
Взявши перстень в руку, Дігорі опиняється в сонному зеленому лісі, повністю втративши всілякі думки і пам'ять. Він бачить поруч якусь дівчинку і тільки потім впізнає в ній Поллі, раптом згадавши, що з ним сталося. Ліс заповнений невеликими мілкими ставками, і нарешті дітям вдається збагнути, що це місце «Ліс-між-Світами» — проміжний простір, з якого можна потрапити в інші світи. Ці ставки і служили дверима, а для проходу через них треба було надіти зелені персні. Жовті ж персні переносили з інших світів у цей ліс. Стрибнувши в один зі ставків, Дігорі і Поллі потрапляють у безлюдне закинуте місто стародавнього світу Чарн. Усередині зруйнованого палацу вони знаходять статуї колишніх володарів, які вироджувалися з прекрасних і мудрих у нещасних і жорстоких. У залі був дзвін з молотком і спокусливим написом. Не витримавши спокуси, Дігорі б'є у дзвін і пробуджує останню королеву Чарну — чаклунку Джадіс. Колись вона знищила в цьому світі все живе, сказавши «Скорботне Слово», і залишившись єдиною у живих, занурила себе в чарівний сон, що мав тривати до удару дзвона.
Діти намагаються врятуватися втечею, але чаклунка переслідує їх і переноситься разом з ними спочатку в Ліс-між-Світами, а потім і в Англію. У нашому світі вона втрачає свою чаклунську силу, зберігши, втім, свою незвичайну силу фізичну. Назвавши дядька Ендр'ю слабким чаклуном, вона оголошує його своїм рабом і велить «доставити їй колісницю», бо вона збирається завойовувати цей світ. Дядько, надягнувши свій найкращий костюм, йде замовляти кеб. Під час своєї поїздки по Лондону чаклунка привертає увагу грабежем ювелірного магазину. Поліція переслідує кеб, нарешті Джадіс розбиває його прямо біля будинку Дігорі. Перерізавши ножем посторонки, чаклунка вскакує на спину коня і мчить на ньому далі. Відламавши сталевий прут від ліхтарного стовпа, вона відбивається ним від полісменів і навколишніх зівак. Кебмен хапає коня за шию, а Дігорі і Поллі вдається вчепитися в чаклунку і торкнутися жовтих перснів. Разом з дітьми в Ліс-між-Світами переносяться і Джадіс на коні Суничці, і кебмен Франк, і дядько Ендр'ю. Кінь, шукаючи води, заходить в один зі ставків, Дігорі і Поллі швидко надівають зелені персні, розраховуючи відправити чаклунку назад до Чарну. Але всі потрапляють у якийсь інший світ, де поки нема нічого.
Раптом всі чують прекрасну пісню, бачать перший схід сонця, при його світлі з'являється і сам співець — величезний і сонцесяйний Лев. Виростають трава і дерева. Чаклунка кидає в Лева залізним прутом від стовпа, але удар не завдає тому шкоди. Джадіс рятується втечею і зникає з виду. З деталі ліхтарного стовпа, як з насінини дерева, виростає новий ліхтарний стовп. Із землі починають з'являтися різні тварини, Лев своїм диханням дає їм дар мовлення й оголошує про створення Нарнії. Виникають і різні міфічні істоти: сатири, фавни, дріади і гноми. Лев Аслан заповідає тваринам-мовцям добре поводитися з тими, що залишилися німими, але не наслідувати їх, «якщо вони не хочуть перестати бути тваринами-мовцями». Аслан закликає до себе Дігорі і каже йому, що на ньому лежить відповідальність за першу появу зла в нарнійському світі — чаклунку Джадіс. Для того, щоб хоча б на час захистити від неї Нарнію, він повинен посадити Дерево Захисту, здобувши яблуко із Саду на західному кінці світу. Кінь Суничка отримує від Лева крила і нове ім'я — Крилань. Верхи на Крилані Дігорі і Поллі дістаються західного краю нарнійського світу, де Дігорі зриває в Саду яблуко. Несподівано він зустрічає там само і Джадіс, яка щойно з'їла яблуко, здобувши тим самим безсмертя. Чаклунка спокушає Дігорі, умовляючи не відносити яблуко Леву, а з'їсти його самому і разом з нею правити цим світом. Після відмови вона нагадує йому про його тяжкохвору матір і пропонує забрати яблуко в свій світ для її зцілення. Незважаючи на страшний вибір, Дігорі відмовляється і приносить яблуко Аслану.
Лев переносить з Англії дружину кебмена Франка Гелен і оголошує їм, що вони мають стати королем і королевою Нарнії, а їхні нащадки довго правити нарнійським світом. Під час коронації виростає посаджене Дігорі Дерево Захисту, всипане чарівними плодами. Аслан пояснює Дігорі, чому Джадіс тепер не зможе приблизитися до Нарнії: вона з'їла плід не в свій час і з власної волі. Також він повідомляє, що посаджене якимось нарнійцем з власної волі Дерево Захисту, хоча б і захищало Нарнію, але зробило її жорстокою імперією на зразок Чарну, а не задуманою Левом доброю країною. Коли Дігорі зізнається, що чаклунка пропонувала йому зцілити матір цим яблуком, Аслан говорить, що тоді б «воно зцілило її, але це було б не на радість тобі і їй, і одного дня ти і вона зрозуміли б, що краще було померти від хвороби». Однак, Аслан своєю милістю дозволяє Дігорі взяти плід для матері.
Дігорі, Поллі і сплячий дядько Ендр'ю знову опиняються в Лісі-між-Світами, перенесені туди Асланом. Лев показує дітям висохлий ставок, через який вони потрапили в Чарн і повідомляє, що цього світу більше нема. Він попереджує Дігорі і Поллі, що перш ніж вони зістаряться, в державах їхнього світу «будуть правити тирани, які дбатимуть про радість, про справедливість, про милосердя не більше, ніж Імператриця Джадіс». Чарівні персні Лев велить забрати в дядька Ендр'ю і закопати поглибше, щоб їх ніхто не знайшов. Через хвилину діти і дядько Ендр'ю опиняються знову на лондонській вулиці поруч будинку Кеттерлі: виявилося, що за їхню відсутність тут не минуло й кількох секунд. Дігорі віддає яблуко матері, а його насіння закопує у дворі, там само діти закопують і персні. Через кілька тижнів Мабель Керк одужує, а незабаром з Індії повертається і батько Дігорі. Він оголошує, що успадкував титул лорда і родовий маєток, куди і переїздить родина Керків.
Із закопаного Дігорі в палісаднику насіння виростає яблуня з дуже гарними і смачними, хоча і нечарівними плодами. Минає багато років, Дігорі вже стає відомим професором, коли дерево ламає вітром. Не наважившись пустити його на дрова, він замовляє з нього шафу, яку перевозить у свій маєток.

## Розділи твору
Книга складається з 15 розділів:
| Розділ 1. Не ті двері Розділ 2. Дигорі та його дядько Розділ 3. Ліс поміж світами Розділ 4. Дзвін і молоток Розділ 5. Руйнівне слово | Розділ 6. У дядька Ендрю починаються клопоти Розділ 7. Що трапилося перед дверима Розділ 8. Бійка біля вуличного ліхтаря Розділ 9. Заснування Нарнії Розділ 10. Перший жарт та інше | Розділ 11. Дигорі і дядько потрапили у скруту Розділ 12. Перчикова пригода Розділ 13. Несподівана зустріч Розділ 14. Садження дерева Розділ 15. Кінець цієї історії та початок усіх інших |

## Робота над повістю
Первісно Льюїс мав намір написати тільки одну повість — «Лев, Біла Відьма і шафа». Проте, коли Роджер Ланселін Грін спитав його, яким чином ліхтарний стовп взявся посередині нарнійського лісу, Льюїс був настільки заінтригований питанням, що спробував знайти відповідь на нього створенням «Небожа чаклуна», де бере участь професор Керк у дитинстві.
Схоже, що «Небіж чаклуна» був найскладнішою задачею для Льюїса з усіх повістей циклу. Решта «Хронік» написана в проміжку між 1948 і 1953 роками, тоді як «Небіж чаклуна» писався протягом шести років між 1949 і 1954 р. Автор почав роботу над ним влітку 1949 р., зразу після закінчення «Лев, Біла Відьма і шафа», але зупинився після 26 сторінок рукопису і повернувся до нього тільки через два роки. Це могло бути результатом автобіографічних аспектів повісті, оскільки вона відбиває кілька подій, пов'язаних з його власним життєвим досвідом.
Він повертається до «Небожа чаклуна» наприкінці 1950 р., закінчивши «Срібне крісло». Йому вдається завершити майже три чверті повісті, але знову зупиняє роботу, після того як Роджер Грін вказує йому на структурне питання в розповіді. Льюїс повертається до повісті навесні 1953 р., після завершення «Останньої Битви» і закінчує її на початку 1954 р.
Первісно повість називалася «Поллі та Дігорі» (Polly and Digory), видавець змінив назву на «Небіж чаклуна». Присвячена вона була родині Кілмерів (the Kilmer family).

### Фрагмент про Лефей
Первісний початок повісті значно різниться від опублікованої версії, автор надалі відмовився від нього. Зараз він знаний як «Фрагмент про Лефей» (The Lefay Fragment), отримавши назву від Місіс Лефей, хрещеної-феї Дігорі, яка в остаточному варіанті стала хрещеною матір'ю дядька Ендр'ю, менш доброзичливою чародійкою, що заповіла йому скриньку з пилом, використаним чаклуном для перснів.
У «Фрагменті про Лефей» Дігорі з народження наділений здатністю розмовляти з деревами й тваринами; а відмінність між тваринами-мовцями і німими, яка стала характерною рисою нарнійського світу, там відсутня. Дігорі живе з тіткою Гертрудою, колишньою шкільною вчителькою з надокучливим і прискіпливим норовом, що зуміла стати міністром Уряду, добившись цього агресивним залякуванням інших. Всякий раз за відсутності тітки Дігорі знаходить втішення з тваринами і деревами, серед яких є і білка Теревенька (Pattertwig). Поллі з'являється в розповіді як сусідська дівчинка, яка не розуміє мову нелюдських створінь. Вона хоче збудувати пліт, щоб дослідити потік, який веде в підземний світ. Дігорі допомагає їй у будівництві, він мусить пиляти гілку з дерева, щоб не втратити обличчя перед Поллі. Через це він втрачає свою незвичайну здатність. Наступного дня до нього приходить хрещена мати Місіс Лефей. Знаючи, що він втратив свої здатності, вона дає йому картку з адресою меблевої крамниці, яку він має відвідати. На цьому фрагмент закінчується.
Теревенька і тітка Гертруда не увійшли в остаточну версію повісті. Однак, Теревенька з'являється як нарнійська тварина в «Принці Каспіані», а кар'єра тітки Гертруди нагадує кар'єру директорки Експериментального Дому із «Срібного крісла».

#### Питання автентичності
Існують деякі сумніви в автентичності «Фрагменту про Лефей», оскільки почерк рукопису відрізняється деякими рисами від звичайної манери письма Льюїса, та й масштаб цієї частини твору несхожий на решту повісті. Окрім того, в серпні 1963 року Льюїс розпорядився своєму пасинкові Дугласу Ґрешему знищити всі незакінчені і неповні фрагменти рукопису: під час прибирання його приміщень в Коледжі Магдалини після звільнення з цього коледжу на початку того ж місяця.

### Автобіографічні елементи
Багато аспектів «Небожа чаклуна» знаходять паралелі у власному житті Льюїса. Як і в Дігорі, дитинство Льюїса припадає на початок 1900-х, обидва хочуть мати поні, і обидва в дитинстві опиняються перед обличчям смерті своєї матері. Дігорі розлучений з батьком, що поїхав в Індію, і нудьгує за ним. Льюїс вчився у школі в Англії після смерті матері, у той час як його батько залишався в Ірландії. Льюїс як і Дігорі, у дитинстві був жадний до книг, обидва краще розумілися в літературі, ніж у математиці. Дігорі (і Поллі) б'ються над задачею з додавання і віднімання, коли пробують обчислити відстань між горищем і закинутим будинком — Льюїс провалив вступний іспит з математики в Оксфордський університет. Льюїс пам'ятає дощовиті літні дні зі своєї юності — Дігорі зіштовхується з тим самим злом у повісті. Також Дігорі, подорослішавши, стає професором, що приймає в себе дітей в евакуацію під час Другої Світової війни.
Персонаж Ендр'ю Кеттерлі дуже схожий на Роберта Кепрона (Robert Capron), вчителя Він'ярдської школи, яку Льюїс відвідував зі своїм братом; вже у підлітстві Льюїс задумав вивести його лиходієм у майбутній розповіді. Кеттерлі нагадує Кепрона віком, зовнішнім виглядом і поведінкою.

## Теми й тлумачення

### Паралелі з Книгою Буття
Льюїс казав, що не мав прямого наміру писати нарнійські повісті як християнські казки, але ці аспекти з'являлися під його пером підсвідомо, і книжки ставали дедалі більш християнськими у міру розвитку подій. Він думав, що казки були не прямо представленнями чи алегорією, але могли бути нагадуваннями і натяками читачам Біблії. У повісті «Лев, Біла Відьма і шафа» Аслан виступає подібною Христу фігурою, хто приймає смерть заради спокути і повертається до життя відповідно до Христового розп'яття і воскресіння. У «Небожі чаклуна» присутні аналогічні алюзії, що відбивають такі аспекти Книги Буття, як створення світу, первородний гріх і спокуса.

### Святий Дух і дихання життя
У «Хроніках Нарнії» Аслан неодноразово використовує своє дихання, щоб дати силу персонажам, що показує благу могутність подателя життя. Зокрема, у «Небожі чаклуна» його «довге тепле дихання» дає життя Нарнії. Льюїс використав символіку дихання для зображення Святого Духа: слово «дух» за походженням пов'язане з «дихати» і в гебрейській, і в грецькій мові. Спалах від зірок у момент, коли нарнійські тварини отримали дар мовлення, теж може представляти Святий Дух чи «дихання життя» з книги Буття, гл. 2, рівно як (можливо) схоластичну концепцію божественного Діючого Розуму, що вдихає в людей здатність мислити.

### Природа і природний порядок
У «Небожі чаклуна» показані два протилежні підходи до природи: добрий, пов'язаний з Асланом як творцем, і злий, пов'язаний з людським відхиленням від божественного задуму і гармонії природного порядку. На одному боці — краса створеної Асланом Нарнії, показана як зосередження природного порядку внаслідок використання музичної гармонії для пробудження живої і неживої природи до буття. Також присутній чіткий порядок у процесі творення, від землі до рослин і тварин. Сам Льюїс глибоко вірив у внутрішню цінність природи самої по собі, не як сукупності ресурсів для експлуатації. Можливо, це відбито й в епізоді, де Аслан дає дар мовлення і одушевленним проявам природи, таким як наяди у води і дріади в дерев. Ендрю Кеттерлі і Джадіс представляють протилежний, злий підхід схилення природних сил людській волі заради власної вигоди. Вони розглядають природу виключно як ресурс для здійснення своїх планів і таким чином розладнують і руйнують природний порядок.

## Впливи

### «Втрачений рай» Мілтона
Священний Сад на заході Нарнійського світу оточений «високим муром зеленого морогу» з гіллям дерев над ним, і «високими золотими воротами, міцно зачиненими, що дивляться на схід», які мають бути єдиним входом, бо подорожани «обійшли майже весь сад по колу», перш ніж знайшли його. У цьому місці Льюїс наслідує Мілтонів опис Едему в «Утраченому раю»:
|  | Раю зелена Стіна піднялась... І вище Стіни колом ряд Чудових дерев, що дають славний плід Цвіт і плоди водночас, золотаві Видно, радо полив'яні безліччю кольорів... Брама одна лиш була, що дивилась на схід З тієї сторони... Оригінальний текст (англ.) [ The verdurous wall of Paradise up sprung... And higher than that Wall a circling row Of goodliest trees loaden with fairest fruit, Blossoms and fruits at once of golden hue, Appeerd, with gay enameld colours mixt... One gate there only was, and that look'd east On th' other side...] Помилка: {{Lang}}: текст вже має курсивний шрифт (допомога) |

Джадіс стає відлунням Сатани з того ж твору: вона перебирається через мур Саду, зневаживши наказ входити тільки через ворота, далі спокушає Дігорі подібно тому, як Сатана спокушав Єву брехнею і полуправдою.
Деякі моменти створення Нарнії, такі як поява тварин із землі, і як вони обтрушують землю зі своїх тіл, також мають свої аналоги в «Утраченому Раю». Вони також могли бути навіяні описами природних процесів в сьомій книзі «Королеви фей» Едмунда Спенсера.

### Сад Гесперид
За чотири роки до видання першої книжки про Нарнію, Льюїс написав поезію, досить добру для першого досвіду віршування:
|  | ...I did not in the least feel that I was getting in more quantity or better quality a pleasure I had already known. It was more as if a cupboard which one had hitherto valued as a place for hanging coats proved one day, when you opened the door, to lead to the garden of the Hesperides... |

Мотив шафи, що веде в новий світ, Льюїс потім використав в повісті «Лев, Біла Відьма і шафа», але засніжена Нарнія з тієї книжки зовсім несхожа на духмяний Сад Гесперид, більшість з його головних міфологічних рис з'являються як атрибути священного Саду в «Небожі чаклуна», що відрізняють його від біблійного чи Мілтонового Едему. Він стоїть на західному краю світу, має пильного стража, герой (Дігорі) посланий, подібно Гераклу, щоб здобути яблуко звідти, лиходійка (Джадіс) краде інше яблуко, як Ерида. Оскільки Геспериди були дочками Геспера, бога планети Венера в її вечірній появі, прихильники планетарної теорії «Хронік» наводять це як свідоцтво особливого зв'язку між «Небожем чаклуна» і Венерою.

### Едіт Несбіт
У дитинстві Льюїс читав твори Едіт Несбіт і високо їх цінував. «Небіж чаклуна» звертається до них на початку розповіді, ніби все це відбувалося насправді, коли в описі часу подій згадується, що «Шерлок Холмс ще жив на Бейкер-стріт, а Бастейбли шукали скарб на Льюїсгем-Роуд». Бастейбли — діти, що беруть участь в кількох творах Едіт Несбіт. Окрім того, що дія «Небожа чаклуна» відбувалася в той же час і в тому самому місці, що й дія деяких творів Несбіт, він також має певну схожість з її «Історією з амулетом» (написана 1906 р.). У ній розповідається про чотирьох дітей, які мешкають у Лондоні і знаходять чарівний амулет. Їхній батько у від'їзді, мати хвора, як і у випадку з Дігорі. Їм також вдається переправити давньовавилонську царицю до Лондона, де вона стає причиною бунту, що дуже нагадує події з «Небожа чаклуна», коли Поллі і Дігорі переносять Джадіс до Лондона, і вона спричиняє таке ж занепокоєння.

### Дж. Р.Р.Толкін
На опис створення Нарнії міг також справити вплив «Сильмариліон» його друга Дж. Р. Р. Толкіна, що також містить епізод створення світу дією музики.

### Моргана Ле Фей і скринька Пандори
Льюїс надзвичайно захоплювався історіями Артурівського циклу і навіть написав поезію про цей світ. Місіс Лефей відвідує Дігорі у «Фрагменті про Лефей» і стає мерзотною хрещеною дядька Ендр'ю Кеттерлі в остаточному варіанті повісті. Вона дає Кеттерлі скриньку з Атлантиди, що містить пил, з якого він створює персні, використані Дігорі і Поллі для подорожі між світами. Обидві Лефей є алюзіями на Моргану Ле Фей — могутню чародійку в багатьох історіях про короля Артура, яка часто виводиться негативним персонажем. Сама скринька нагадує скриньку Пандори з давньогрецької міфології, що теж містила небезпечні таємниці.

### Легенда про Атлантиду
Скринька з пилом, який уможливлював подорожувати між світами, походила з Атлантиди; Льюїс, як і Толкін, таж захоплювався легендою про неї. Виродження правителів Чарну, предків Джадіс, з ранніх добрих і мудрих до пізніших жорстоких і зверхніх, нагадує виродження толкінського Нуменору, острівного королівства, яке нарешті зникло в хвилях внаслідок гріховності його останніх жителів. Світ Чарну зруйнований, коли Джадіс промовила Скорботне Слово, яке чарнські мудреці боялися за його руйнівну міць. Деякі коментатори вважали, що Льюїс мав на увазі використання атомної бомби, застосованої менш ніж десятиріччя доти. Більш ймовірно, що Льюїс відобразив міфічне зруйнування Атлантиди силами зла і зверхності. Як зауважила Еліс Вард, відсилання до ядерної зброї зроблене явно в останньому попередженні Аслана: «Ви [Земля] ростете більш схожими на них [Чарн]. Нема певності, що деякі злі з вашої раси не відкриють таємниці, такої ж лихої, як Скорботне Слово, і використають її, щоб знищити все живе».

## Адаптації

### Театр
Відомий американський драматург Оранд Герріс написав 36 п'єс для дітей, у тому числі і за «Небожем чаклуна». П'єса була вперше розіграна 26 травня 1984 р. на відділенні драматургії Техаського університету, і поставлена в театрі ім. Б. Ідена Пейна. Музика для постановки написана Вільямом Пенном.
Сценарій нової постановки був написаний Еріною Карадус, зіграний у Данідіні, Нова Зеландія, у 2005 році.

### Кінематограф
Компанії 20th Century Fox, Walden та спадкоємці К. С. Льюїса вирішили, що «Небіж чаклуна» має бути основою для фільму, наступного після «Подорож „Досвітнього Мандрівника“». Проте, в жовтні 2011 Дуглас Ґрешем підтвердив, що контракт Walden Media зі спадкоємцями письменника закінчився, і робота над фільмом відкладається на невизначений час.
1 жовтня 2013 р. The C.S. Lewis Company оголосила, що уклала угоду з The Mark Gordon Company про сумісну розробку і виробництво фільму «Хроніки Нарнії: Срібне крісло», остаточно вирішивши продовжувати випуск фільмів відповідно до порядку публікації повістей циклу. Таким чином, це рішення відклало роботу над фільмом за «Небожем чаклуна» на невизначений строк.
У 2026 році на екрани вийде екранізація роману, зрежисована й написана Ґретою Ґервіґ. Дядька Ендрю зіграє Денієл Крейг, королеву Джадіс — Емма Макі.

### Телебачення
У 2003 році компанія BBC підготувала 10-серійну сурдоадаптацію повісті, зачитану Джейн Лапотер і перекладену британською жестовою мовою Жан Сен-Клер, вдягнутою в нарнійські костюми. Версія призначалася для телесеріалу Hands Up!, що вийшов 16 січня 2003 р.. Повторна трансляція сталася 3 грудня 2007 р. на каналі CBBC і 16 вересня 2008 р. на каналі BBC Two.

## Критика
На думку Т. М. Вагнера, «„Небіж чаклуна“ може й не бути найкращою з повістей про Нарнію, але це яскрава і весела історія, що певно порадує юну аудиторію, для якої і призначена», зауваживши при цьому, що вона може не задовольнити читачів підліткового віку і старше.
В огляді повісті, виконаному «Читальнею Дженді» (Jandy's Reading Room), критики зазначають, що хоча вона здається найслабкішою з повістей циклу, вони таки рекомендували б її для читання. За їхніми словами, вона «дає чудову картину початку нового світу, образ Створення».

## Переклади українською
Перший український переклад повісті (під назвою «Небіж чорнокнижника») вийшов 2001 року у видавництві «Свічадо»: в складі перших чотирьох повістей циклу, перекладених Олесем Маньком (під редакцією Наталки Римської).
У 2006 році дніпровське видавництво «Проспект» видало переклад «Небожа чаклуна» Вікторії Наріжної у складі першого повного українського видання циклу («Лев, Біла Відьма та шафа», «Кінь та його хлопчик», «Небіж чаклуна» та «Срібне крісло» у перекладі Вікторії Наріжної, «Принц Каспіян» і «Подорож Досвітнього мандрівника» у перекладі Софії Андрухович та «Остання битва» у перекладі Л. Овсянникової).